# Альмендралехо
Альмендралехо (ісп. Almendralejo) — муніципалітет в Іспанії, у складі автономної спільноти Естремадура, у провінції Бадахос. Населення — 33 975 осіб (2010).
Муніципалітет розташований на відстані близько 300 км на південний захід від Мадрида, 55 км на південний схід від Бадахоса.
На території муніципалітету розташовані такі населені пункти: (дані про населення за 2010 рік)
- Альмендралехо: 33517 осіб
- Сан-Маркос: 458 осіб

## Демографія
Динаміка населення (INE ):

## Галерея зображень

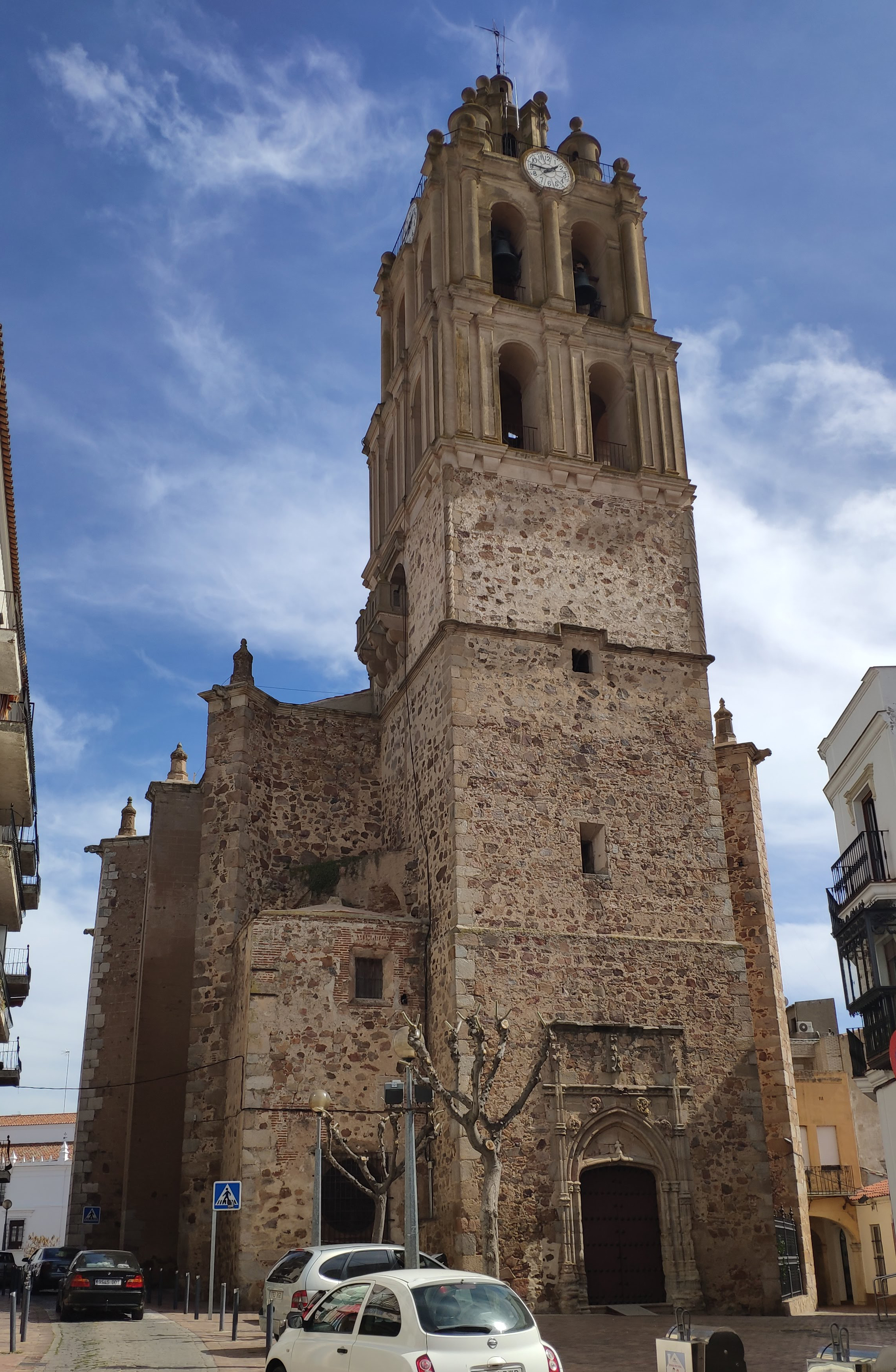
Церква Нуестра-Сеньйора-де-ла-Пуріфікасьйон